# ذراع اریش
ذراع اریش یک منطقهٔ مسکونی در الجزایر است که در استان عنابه واقع شده‌است.